# Johann Michael Josef von Pidoll
 (avril 2021).
Johann Michael Josef von Pidoll ou encore Michel-Joseph de Pidoll, né à Trèves le 16 novembre 1734 et mort au Mans le 23 novembre 1819, est un prélat germano-français, qui fut évêque du Mans.

## Biographie
Originaire de Trèves il devient diacre en mai 1758 et prêtre en décembre de la même année. Doyen de l'église de Saint-Paulin de Trèves il est nommé évêque auxiliaire de Trèves comme suffragant de son archevêque le 21 février 1794 et le même jour évêque de Dioclétianople (de), in partibus. Il est consacré comme tel en mars par Clément Wenceslas de Saxe. Il devient français lors de l'annexion de la Rhénanie au territoire de la République française. Il est alors nommé au siège du Mans. 
Il prend possession de la cathédrale du Mans le 11 juillet 1802  et arrive à Laval le 17 août suivant. Il trouve à l'entrée de la ville le préfet et tous les fonctionnaires publics qui l'attendent avec la musique de la garde nationale. Il descend de voiture et se rend à la Préfecture sans entrer dans aucune église. Aucun ecclésiastique de la ville ne fait partie du cortège; mais la population presque entière est accourue sur son passage. Dans la foule qui se jette à genoux pour recevoir sa bénédiction, on remarquait, dit un témoin oculaire, des hommes qui avaient persécuté, calomnié, outragé les prêtres fidèles à leurs devoirs.. Le lendemain, tous les prêtres catholiques de Laval et des environs sont présentés à l'évêque. Les assermentés reçus par lui le même jour, reconnaissent son autorité et souscrivent un formulaire de soumission. Avec eux, se trouve Charles-François Dorlodot qui indiqua à Michel-Joseph de Pidoll qu'il venait remettre entre ses mains son troupeau. « Non, interrompit le vieil évêque, non, Monsieur, je n'ai rien à recevoir de vous; je suis le successeur de Mgr de Gonsans et non pas le vôtre.- »